# Manfred Albert von Richthofen
Manfred Albert von Richthofen (Erbach, 3 de febrero de 1953 – São Paulo, 31 de octubre de 2002) fue un ingeniero alemán naturalizado brasileño, casado con la psiquiatra Marísia von Richthofen. Pertenecía a una antigua familia de la nobleza de Alemania: los von Richthofen. A través de su padre, su rama habría perdido la mayoría de sus posesiones e influencia, principalmente en el transcurso de la caída del Imperio alemán en 1918, y de la gran participación de su nación en la primera guerra (1914-1918) y segunda guerra mundiales (1939-1945).
Trabajaba en la empresa Dersa desde noviembre de 1998 y era director de Ingeniería de la misma desde junio de 2002. Como trabajador de la empresa, participó en el proyecto de construcción del Rodoanel Mário Covas de São Paulo, vía expresa que circunda la ciudad, conectando varias carreteras.
Manfred recibía de salario once mil reales mensuales, pero contaba con posesiones familiares. Marísia, que mantenía una consulta psiquiátrica, ganaba en torno a veinte mil reales en consultas. La fortuna de Manfred se valoraba en cerca de 11 millones de reales, en valores actualizados.

## Biografía
Pertenecía a una antigua familia de la nobleza de Alemania: los von Richthofen. A través de su padre, su rama habría perdido muchas de sus posesiones e influencia, en el transcurso de la caída del Imperio Alemán en 1918, y principalmente por causa de la gran participación de su nación en la Primera Guerra (1914-1918) y Segunda Guerra Mundiales (1939-1945). Se mudó a Brasil gracias a una invitación de trabajo.

### Corrupción
El Ministerio Fiscal Provincial reabrió las investigaciones sobre el espólio y un posible enriquecimiento ilícito de Manfred con las obras del Rodoanel. La investigación había sido archivada y reabierta después a finales de julio de 2006 debido a que el Ministerio Fiscal recibió anónimamente documentos sobre movimientos de una empresa de ingeniería en São Paulo, de nombre M.A.V.R. Ingeniería, registrada en nombre de Manfred Albert von Richthofen. La sede de la M.A.V.R. estaba cerca de la casa de la familia von Richthofen. La misma documentación contenía dos números de cuentas con depósitos de dinero en Europa. Manfred también fue director de la empresa Dersa, empresa del gobierno del estado de São Paulo responsable por el Rodoanel, una de las mayores obras viárias de los últimos años, en aquel estado. La fiscal Ana Maria Aiello, responsable de las investigaciones, no quiso revelar más detalles. El interrogatorio se llevó a cabo bajo secreto de sumario, pero fue archivado por falta de pruebas. Las cuentas en un banco suizo, con cerca de 30 millones de euros pertenecían a su hija, Suzane.

### Muerte
Manfred murió el día 31 de octubre de 2002, a los 49 años de edad, al ser golpeado con una barra de hierro por el novio de su hija, Suzane, mientras dormía. La esposa también murió en ese momento, originando el Caso Richthofen. Ambos fueron sepultados el 1 de noviembre de 2002, en el cementerio Redentor, en la zona oeste de São Paulo. La hija de Manfred, Suzane, planeó el asesinato de los padres junto con el novio y cuñado, y fue juzgada y condenada a 39 años de prisión. 

### Familia Richthofen
Manfred conoció Marísia Abdalla, estudiante de medicina de ascendencia italiana y libanesa, en la década de 1970 en la Universidad de São Paulo. La pareja, descrito como muy discretos, tuvo dos hijos, Suzane Louise Von Richthofen (São Paulo, 3 de noviembre de 1983) y Andreas Albert von Richthofen (São Paulo,  3 de julio de 1987).
La prensa brasileña divulgó que Manfred era sobrino-nieto del piloto Manfred von Richthofen, más conocido como el Barón Rojo. La famosa familia aristócrata Richthofen de Alemania contaba con varios miembros ilustres en el escenario mundial. Entre los parientes de la familia brasileña estaban: Ferdinand von Richthofen (geógrafo, 1833-1905); Oswald von Richthofen (diplomático, 1847-1906); Else von Richthofen (científica política, 1874-1973); Frieda von Richthofen (filósofa, 1879-1956); Manfred von Richthofen (aviador, 1892-1918); Lothar von Richthofen (aviador, 1894-1922); Bolko von Richthofen (arqueologista, 1899-1983); Hermann von Richthofen (diplomático, 1933).